# Fumiko Maubert
Fumiko Maubert, née le 31 janvier 1973, est une chef pâtissière française d'origine japonaise, établie à Blois.
Le restaurant Assas, dont elle est chef pâtissière avec son mari Anthony Maubert, chef cuisinier, a une étoile au Guide Michelin depuis 2015. Cela fait d'elle une des rares femmes chef étoilées en France.

## Biographie
Née dans la région de Hyōgo au Japon, Fumiko se forme et exerce d'abord en tant que nutritionniste. Passionnée par la cuisine et la pâtisserie, elle part en France pour s'y former à la gastronomie française.
Elle débute comme stagiaire chez Jean-Louis Nomicos[réf. nécessaire] à Lasserre, où elle rencontre son futur mari Anthony Maubert qui fait partie de la brigade de cuisine. Elle effectue ensuite la suite de sa carrière au Crillon, chez Michel Bras et avec le Meilleur ouvrier de France pâtisserie Nicolas Bernadé, ainsi qu'avec le Meilleur Ouvrier de France chocolatier Bruno Le Derf.
Elle travaille également avec son mari aux Barmes de l'Ours, restaurant étoilé à Val d'Isère, avant qu'ils ne décident d'ouvrir leur propre établissement.
Début 2014, Anthony et Fumiko Maubert ouvrent leur restaurant Assa à Blois, « Assa » signifiant « matin » en japonais[réf. nécessaire]. Ils y pratiquent une cuisine à quatre mains.
Dix mois plus tard, Anthony et Fumiko obtiennent 3 toques au Gault & Millau et sont désignés « Grand de Demain ».
Début 2015, Assa obtient une étoile au Guide Michelin.

## Décoration
- Officier de l'ordre du Mérite agricole (2025)[5]